# 561

## Събития
- Франкското кралство е поделено между синовете на Хлотар I при смъртта му.

## Починали
- 4 март – Пелагий I, римски папа